# BREAK ALL DAY!
「BREAK ALL DAY!」（ブレイク オール デイ）は、日本の女性歌手、観月ありさの18枚目のシングル。

## 解説
- 観月ありさ初のマキシシングル。
- 自身が主演したフジテレビ系ドラマ『ナースのお仕事3』前期主題歌。
- S Club 7の『Viva La Fiesta』に日本語詞をつけてカヴァーしたもの。
- 順位、売上共に前作より上がった。

## 収録曲
1. BREAK ALL DAY!
日本語詞：サエキけんぞう／作詞・作曲：Cathy Dennis/H.Rustan/Tor Erik Hermansen/Mikkel Eriksen／編曲：ダンス☆マン
フジテレビ系ドラマ『ナースのお仕事3』前期主題歌。
2. SHAKE LOVE
作詞：阿久津健太郎／作曲・編曲：葉山拓亮
3. BREAK ALL DAY!（G.O.N.T.A 2000 MIX）
4. BREAK ALL DAY!（INSTRUMENTAL）
5. SHAKE LOVE（INSTRUMENTAL）

## 収録アルバム
- HISTORY～ALISA MIZUKI COMPLETE SINGLE COLLECTION～
- VINGT-CINQ ANS